# Mesochorus pektusanus
Mesochorus pektusanus är en stekelart som beskrevs av Lee och Suh 1993. Mesochorus pektusanus ingår i släktet Mesochorus och familjen brokparasitsteklar. Inga underarter finns listade i Catalogue of Life.